# Boblitz (Lübbenau/Spreewald)
Boblitz, niedersorbisch Bobolce, ist ein Ortsteil der Stadt Lübbenau/Spreewald im nördlichen Teil des Landkreises Oberspreewald-Lausitz in Brandenburg. Bis zum 26. Oktober 2003 war Boblitz eine eigenständige Gemeinde. Mit 724 Einwohnern (Stand 31. Dezember 2022) ist Boblitz der größte Ortsteil von Lübbenau nach der Kernstadt.

## Lage

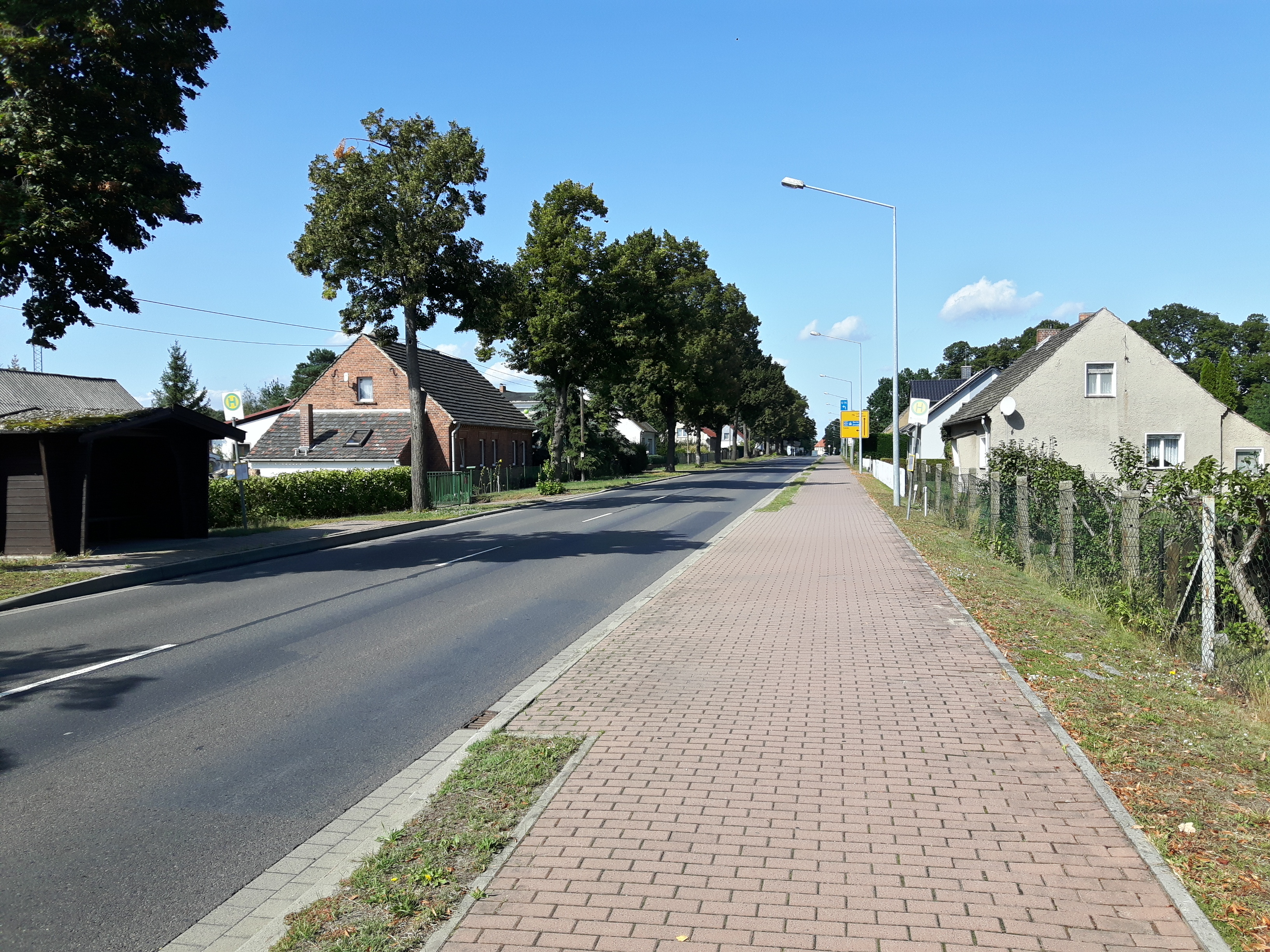
Blick durch Boblitz entlang der Landesstraße 49

Boblitz liegt in der Niederlausitz am südwestlichen Rand des Biosphärenreservats Spreewald, rund drei Kilometer südöstlich von Lübbenau und 26 Kilometer nordwestlich von Cottbus. Die Gemarkung grenzt im Norden an Lehde, im Nordosten an Leipe, im Osten und Süden an Groß Lübbenau, im Westen an Groß Klessow und im Nordwesten an Lübbenau. Ein weiterer Nachbarort ist Raddusch im Osten, die Gemarkungen der beiden Dörfer grenzen jedoch nicht aneinander. Boblitz zählt zum amtlichen Siedlungsgebiet der Sorben/Wenden in Brandenburg.
Boblitz liegt an der Dobra, die nordöstlich des Dorfes in den Südumfluter mündet.

## Geschichte
Der Name des Angerdorfs ist einer der wenigen patronymischen Namen in der Niederlausitz. Er bezeichnet eine Siedlergruppe, die sich nach einer Person – vermutlich Bobola benannte. Erstmals erwähnt wurde Boblitz im Lübbenauer Stadtbuch von 1461 als Babelicz. Im Jahr 1591 wurde der deutsche Ortsname als Bobelitz genannt, der niedersorbische Name im Jahr 1761 als Bobolze.
Boblitz gehörte bereits zur Zeit der Ersterwähnung zur Standesherrschaft Lübbenau, die im Jahr 1621 in den Besitz der Grafen zu Lynar kam. Nach dem Prager Frieden von 1635 gehörte Boblitz zu Kursachsen. Im Jahr 1718 lebten zwölf Hufner, ein Kötter und 20 Häusler in dem Dorf. Nach der auf dem Wiener Kongress beschlossenen Teilung des Königreiches Sachsen kam Boblitz zum Königreich Preußen, wo es bei der Gebietsreform von 1816 dem Kreis Calau in der Provinz Brandenburg zugeordnet wurde. Im Jahr 1818 hatte Boblitz 293 Einwohner, es gab eine Wind- und eine Wassermühle. 1838 wurde ein großer Teil des Dorfes durch einen Brand zerstört.

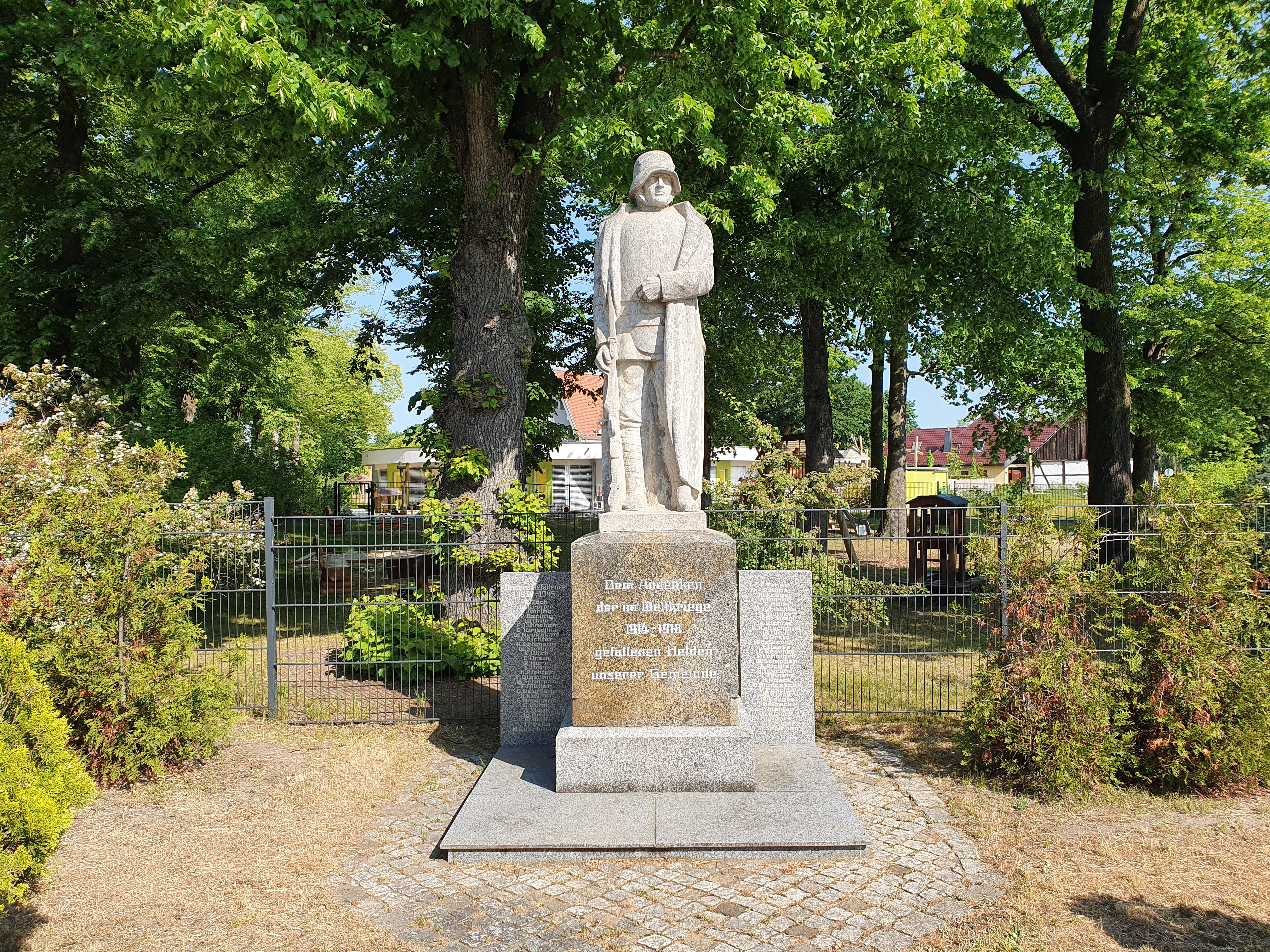
Gefallenendenkmal

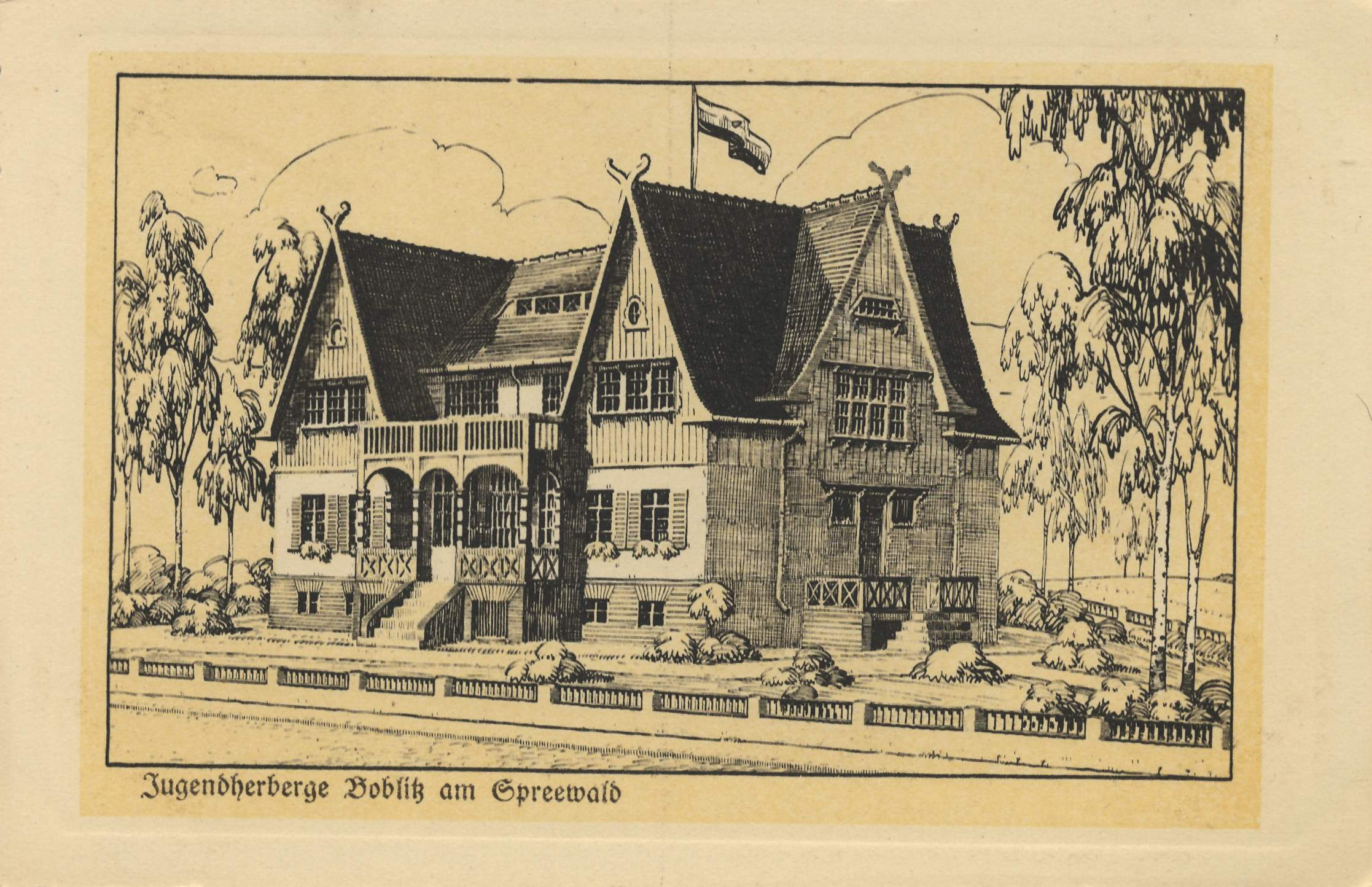
Die 1926 gebaute ehemalige Jugendherberge Boblitz auf einer Postkarte

Im Jahr 1846 hatte Boblitz 440 Einwohner. Gegen Mitte des 19. Jahrhunderts gab es ein Chausseehaus an der Straße nach Cottbus und eine Schänke. Bei der Volkszählung vom 1. Dezember 1871 hatte die Landgemeinde Boblitz 582 Einwohner in 139 Haushalten. Von den Einwohnern waren 579 evangelisch-lutherischer Konfession. Noch gegen Ende des 19. Jahrhunderts war die Boblitzer Bevölkerung überwiegend sorbischsprachig. Laut Arnošt Mukas „Statistik der Lausitzer Sorben“ waren 1884 von 626 Einwohnern noch 474 Sorben und 152 Deutsche, was einem sorbischen Bevölkerungsanteil von 75,8 % entspricht. Der Sprachwechsel erfolgte im Wesentlichen – beschleunigt durch deutschen Schulunterricht und die Abschaffung sorbischer Gottesdienste – bis zur Mitte des 20. Jahrhunderts. Am 10. Juni 1923 wurde im Ortszentrum ein Kriegerdenkmal eingeweiht, zwischen 1925 und 1926 wurde in Boblitz eine Jugendherberge gebaut.
Nach dem Ende des Zweiten Weltkrieges wurde Boblitz Teil der Sowjetischen Besatzungszone und ab 1949 der DDR. Am 1. Juli 1950 wechselte die Gemeinde aus dem Landkreis Calau in den Landkreis Lübben (Spreewald), bei der großen Gebietsreform 1952 wurde Boblitz dem verkleinerten Kreis Calau im Bezirk Cottbus zugeordnet. Die landwirtschaftlichen Betriebe im Ort schlossen sich in der LPG „Wiesengrund“ zusammen, die später mit der LPG Pflanzenproduktion „Vorwärts“ Groß Beuchow fusionierte. Bei einer Mitte der 1950er Jahre durchgeführten Erhebung ermittelte man in Boblitz nur noch einen sorbischen Bevölkerungsanteil von 0,4 %. Nach dem Bau des Kraftwerks Lübbenau unmittelbar westlich der Gemeindegrenze zwischen 1957 und 1959 und der Öffnung des Tagebaus Seese-Ost entwickelte sich die Braunkohleverstromung zu einem wichtigen Beschäftigungssektor.
Nach der Wiedervereinigung lag Boblitz zunächst im brandenburgischen Landkreis Calau. 1992 schloss sich die Gemeinde zur Erledigung ihrer Verwaltungsangelegenheiten dem Amt Lübbenau (ab 1998 Amt Lübbenau/Spreewald) an. Bei der Gebietsreform in Brandenburg vom 26. Oktober 2003 wurde Boblitz zusammen mit neun weiteren Gemeinden nach Lübbenau eingemeindet. Das Amt Lübbenau/Spreewald wurde aufgelöst.

## Einwohnerentwicklung
| 1875 | 582 | 1925 | 643 | 1946 | 845 | 1971 | 818 | 1989 | 709 |
| 1890 | 627 | 1933 | 642 | 1950 | 819 | 1981 | 734 | 1996 | 711 |
| 1910 | 663 | 1939 | 630 | 1964 | 723 | 1985 | 714 | 2002 | 776 |

## Kultur und Sehenswürdigkeiten

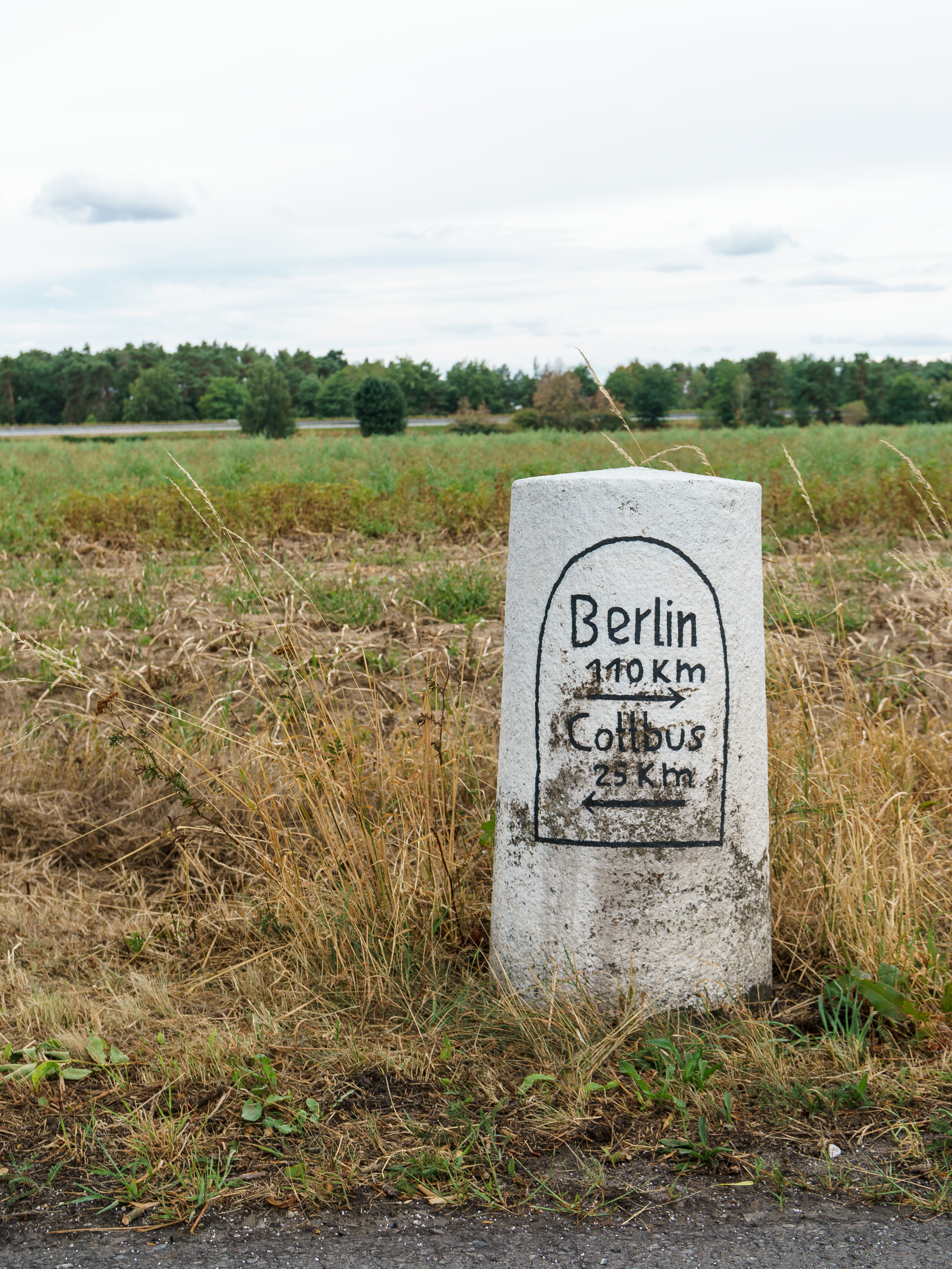
Preußischer Meilenstein bei Boblitz

An der Landesstraße 49 befindet sich östlich von Boblitz ein Preußischer Meilenstein, der zu den Baudenkmalen der Stadt Lübbenau gehört. Er liegt bereits auf der Gemarkung von Groß Lübbenau, wird aber im Denkmalverzeichnis aufgrund der näheren Lage Boblitz zugeordnet.

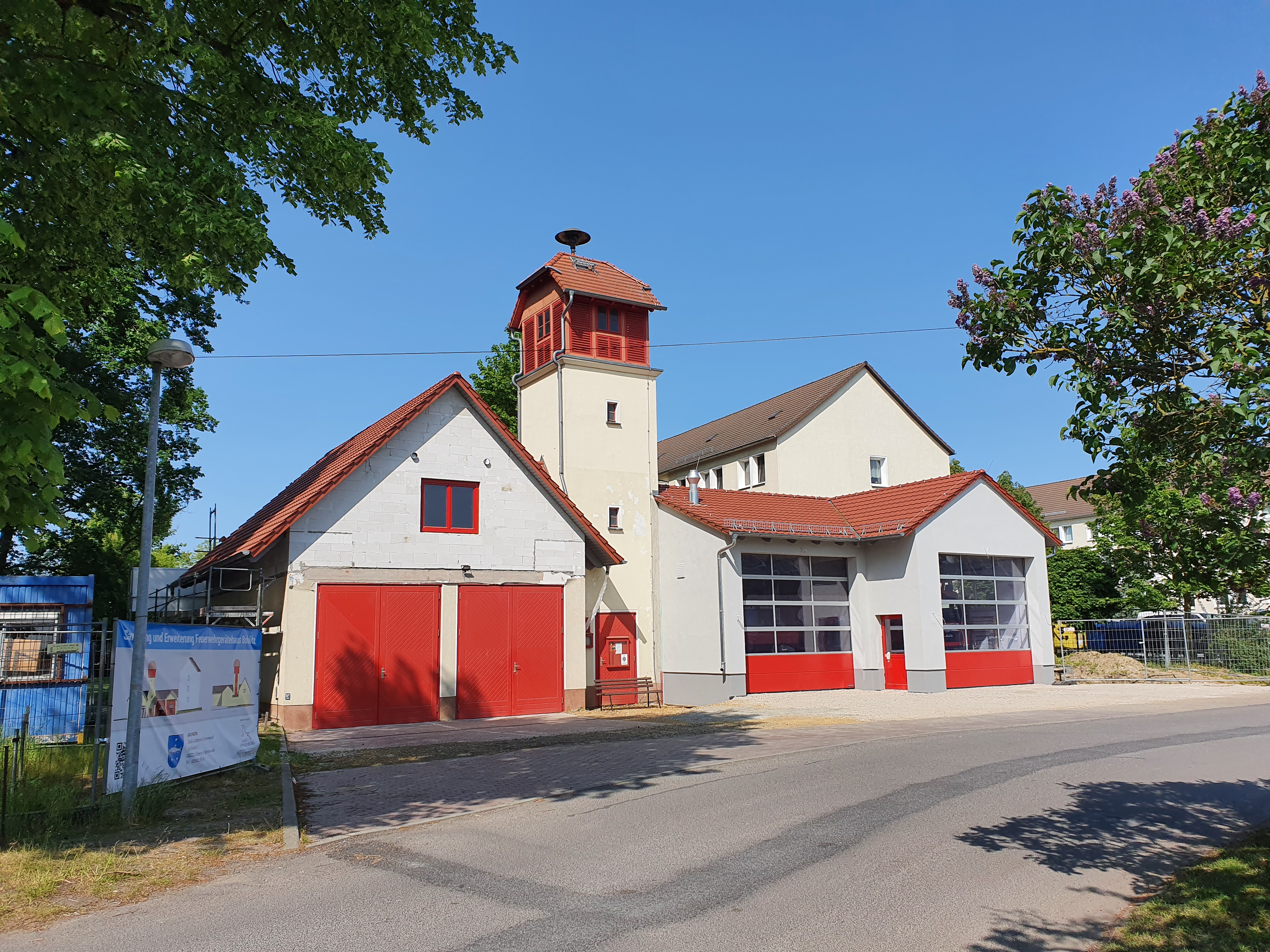
Feuerwehrhaus der Feuerwehr Boblitz während der Sanierung 2023

Boblitz verfügt über einen Kahnhafen, von dem aus man über die Boblitzer Kahnfahrt auf den Fließen des Spreewalds fahren kann. Im Ort gibt es unter anderem eine Freiwillige Feuerwehr und einen Schützenverein. Der örtliche Sportverein, der SV Schwarz-Gelb Boblitz, musste 2018 den Spielbetrieb einstellen. Seit 2022 bietet der Verein Breitensport an.
In der Dorfgemeinschaft werden Bräuche wie das Zampern und die Fastnacht gepflegt.

## Wirtschaft und Infrastruktur
Durch Boblitz führt die Landesstraße 49, die Landesstraße 55 nach Calau zweigt im Ort ab. Direkt südlich des Ortes verläuft die Bundesautobahn 15, an die Boblitz über die gleichnamige Anschlussstelle angebunden ist. Nördlich des Ortes liegt die Bahnstrecke Berlin–Görlitz, westlich die Bahnstrecke Lübbenau–Kamenz. Der nächstgelegenen Bahnhalte sind der Bahnhof Lübbenau (Spreewald) (beide Stecken) und der Haltepunkt Raddusch (Berlin–Görlitz).
Die RABE Konserven GmbH, die unter anderem Spreewälder Gurken verarbeitet, ist in Boblitz ansässig. Die Baustofffirma KANN GmbH betreibt in Boblitz ein Betonmischwerk.
In Boblitz befindet sich die Kindertagesstätte „Storchennest“ in Trägerschaft der Stadt Lübbenau mit einer Kapazität von 60 Kindern. Sie ist in der alten Jugendherberge untergebracht.